# Парламентские выборы в Монголии (2020)
Выборы 2020 года в Великий государственный хурал Монголии состоялись 24 июня. Голосование началось в 7:00 и закончилось в 22:00.

## Избирательная система
76 членов Великого государственного хурала будут избраны в многомандатным избирательным округам. Согласно закону о выборах, принятому 22 декабря 2019 года лицам, признанным виновными в коррупции запрещает участвовать в выборах. Также на этих выборах монголы, живущие за границей не смогут проголосовать на этих выборах. Государственные чиновники, желающие участвовать в выборах обязаны отказаться от своих должностей к 1 января 2020 года, срок кампании был продлён с 18 до 22 дней.
Депутаты — женщины предлагали повысить гендерную квоту для выдвижения кандидитов с 20 до 30 %, однако им не удалось это сделать. В настоящее время от общего числа парламентариев женщины составляют 17 % (13 мест), что является рекордным показателм со времени первых демократических выборов в 1990 году.

## Предвыборная гонка
На выборах баллотировались 485 кандидатов, представители 13 партий и 4 коалиций и 121 человек как независимые кандидаты.

### Перенос выборов
Президент Монголии Халтмаагийн Баттулга предложил перенести парламентские выборы в стране на неопределённый срок из-за пандемии COVID-19, однако премьер-министр заявил, что пандемия в стране не достигла такого уровня, чтобы требовалось переносить выборы.

### Партии
Список партий и коалиций, которые собирались участвовать в выборах:
- Монгольская народная партия
- Демократическая партия Монголии
- Зелёная партия Монголии
- Наша коалиция (состояла из Монгольской народно-революционной партии, Гражданской воли-Зелёных и Монгольской традиционной объединённой партии)
- Новая коалиция (состояла из Гражданской коалиции за справедливость, Монгольской республиканской партии, Партии правды и справедливости и Монгольской национально-демократической партии)
- Коалиция правых избирателей (состояла из Национальной рабочей партии, Монгольской социал-демократической партии и Партии справедливости)
- Народная партия
- Партия за свободу людей
- Партия программы развития
- Объединённая коалиция патриотов
- Соблюдайте порядок! Конституция 19 коалиция
- Партия любви к людям
- Всемирная монгольская партия
- Партия демоса (народа)
- Партия управления народным большинством
- Великая гармоничная партия
- Партия развития области Гер

### Коалиции
15 января Монгольская народно-революционная партия подписала коалиционное соглашение с Зелёной монгольской партией, 20 марта партия Гражданская воля - Зелёные присоединилась к коалиции, эта организация также планирует участвовать в президентских выборах 2021 года. Коалиция ставит своей целью победу над двумя крупными политическими силами страны.

### Предвыборные программы

#### МНП
Монгольская народная партия обещала, что каждый гражданин будет проходить обследование раз в год, снижение процентной ставки по кредиту, строительство дорог, обеспечение жильём 70 % населения страны, уменьшение загрязнения воздуха, обеспечение полной безопасности жителей Улан-Батора, получение налоговых вычетов семьями с тремя и более детьми.

## Социологические опросы
| Дата      | Проводящий опрос                                             | МНП    | ДП     | Коалиция МНРП | НК    | КПИ   | Прочие | Не определились | Против всех |
| --------- | ------------------------------------------------------------ | ------ | ------ | ------------- | ----- | ----- | ------ | --------------- | ----------- |
| Июнь 2020 | Сант Марал Архивная копия от 14 июня 2020 на Wayback Machine | 45,2 % | 29,4 % | 14,0 %        | 8,7 % | 2,7 % | —      | —               | —           |

## Результаты
| Партия | Партия                                      | Голоса    | %     | Места | +/-   |  |
| --- | ------------------------------------------- | --------- | ----- | ----- | ----- |  |
| | Монгольская народная партия                 | 1 795 793 | 44,93 | 62    | ▼3    |  |
| | Демократическая партия                      | 978 890   | 24,49 | 11    | ▲2    |  |
| | Наша коалиция                               | 323 675   | 8,10  | 1     | 0     |  |
| | Новая коалиция                              | 213 812   | 5,35  | 0     | Новая |  |
| | Коалиция правых избирателей                 | 209 104   | 5,23  | 1     | Новая |  |
| | Соблюдайте порядок! Конституция 19 коалиция | 41 417    | 1,04  | 0     | Новая |  |
| | Монгольская зелёная партия                  | 23 473    | 0,59  | 0     | 0     |  |
| | Партия любви к людям                        | 18 542    | 0,46  | 0     | 0     |  |
| | Партия народного большинства                | 13 720    | 0,34  | 0     | Новая |  |
| | Зон олни нам                                | 8710      | 0,22  | 0     |       |  |
| | Партия исполнитель свободы                  | 5142      | 0,13  | 0     | 0     |  |
| | Партия развития области Гер                 | 4176      | 0,10  | 0     | Новая |  |
| | Их Эв Нам                                   | 4118      | 0,10  | 0     | Новая |  |
| | Партия программы развития                   | 3521      | 0,09  | 0     | Новая |  |
| | Народная партия                             | 3333      | 0,08  | 0     | Новая |  |
| | Мировая монгольская партия                  | 591       | 0,01  | 0     | Новая |  |
| | Объединённая коалиция патриотов             | 448       | 0,01  | 0     | 0     |  |
| | Независимые                                 | 348 078   | 8,71  | 1     | 0     |  |
| Всего | Всего                                       | 3 996 543 | 100   | 76    | 0     |  |
| |                                             |           |       |       |       |  |
| Действительные голоса |                                             |           |       |       |       |  |
| Нед./исп.бюллетени |                                             |           |       |       |       |  |
| Общее количество голосов | Общее количество голосов                    | 1 475 895 | 100   |       |       |  |
| Зарегистрировано избирателей/явка | Зарегистрировано избирателей/явка           | 2 003 969 | 73,65 |       |       |  |
| Источник: General Election Committee of Mongolia Архивная копия от 27 июня 2020 на Wayback Machine, ikon.mn Архивная копия от 25 июня 2020 на Wayback Machine |                                             |           |       |       |       |  |

## Последствия
В Демократической партии, вновь проигравшей выборы произошли изменения в руководстве. В отставку подал лидер партии С.Эрдэнэ, его заменил член ВГХ Ц.Туваан.